# Aleksander Rodziewicz
Aleksander Rodziewicz (ur. 8 września 1898 w Warszawie, zm. 25 kwietnia 1981 w Szczecinie) – polski aktor teatralny, reżyser, dyrektor teatrów (Łuck, Bydgoszcz, Kraków, Jelenia Góra, Olsztyn, Gdańsk, Szczecin).

## Życiorys
Urodził się 8 września 1898 w Warszawie, a według niektórych źródeł w Archangielsku. Był synem Bolesława – technika i Aleksandry z Kiewliczów. Pochodził z zamożnej rodziny ziemiańskiej, co po wojnie skrzętnie ukrywał. W gimnazjum w Irkucku uzyskał świadectwo dojrzałości. Przerwał studia na wydziale prawa uniwersytetu w Kijowie, ukończył natomiast kijowską Szkołę Dramatyczną. W 1916 został aktorem teatru Sołowcowa w Kijowie, uchodzącego za jedną z najważniejszych scen dramatycznych w Rosji. 
Jako dobrze wyszkolony aktor, przeszedł w Kijowie do Teatru Polskiego prowadzonego przez Stanisławę Wysocką. W 1923 dostał się do Teatru im. J. Słowackiego w Krakowie, kierowanego przez Teofila Trzcińskiego. W sezonie 1926–1927 występował w wileńskiej Teatrze Reduta Juliusza Osterwy. 
W końcu lat 20. rozpoczął działalność jako reżyser teatralny. W latach 1927–1930 grał i reżyserował w Teatrze Polskim w Poznaniu, a w sezonie 1930–1931 występował na scenie Teatru Narodowego w Warszawie. W latach 1931–1938 był dyrektorem Teatru Wołyńskiego im. J. Słowackiego w Łucku, wykazując duże umiejętności reżyserskie i organizacyjne. Pod jego kierunkiem w teatrze łuckim wykształciła się grupa aktorów, którzy zasiliła kadry wielu teatrów w Polsce. 
W kwietniu 1938 r. po rezygnacji Władysława Stomy, został dyrektorem Teatru Miejskiego w Bydgoszczy. Swoją działalność rozpoczął od nazwania Teatru imieniem Karola Huberta Rostworowskiego. Pierwszym przedstawieniem był „Judasz z Kariothu” H. Rostworowskiego w reżyserii Ludwika Solskiego. Ogółem w sezonie 1938/1939 wystawił 24 premiery oraz 320 przedstawień, w których uczestniczyło 170 tys. widzów. W repertuarze teatru przewagę nad dramatem miała popularna w społeczeństwie bydgoskim operetka. Ściśle współpracował z Rozgłośnią Pomorską Polskiego Radia i jego bydgoskim studiem, organizował przedstawienia dla dzieci i młodzieży, nie prowadził natomiast akcji objazdowych w terenie. 
Po wybuchu II wojny światowej opuścił Bydgoszcz i dotarł do Lwowa. Tam w latach 1940–1941 występował w Polskim Teatrze Dramatycznym. Później do 1944 utrzymywał się z handlu. Na początku 1945 r. znalazł się w Ciężkowicach w Tarnowskiem. 14 lutego tego roku Ministerstwo Kultury i Sztuki mianowało go dyrektorem teatru w Bydgoszczy. 6 marca 1945 r. zorganizowany przez niego w Krakowie zespół rozpoczął pracę w Teatrze Małym (od czerwca 1945 Teatr Polski), mieszczącym się w budynku dawnego teatru Elysium przy ul. Gdańskiej 68 (gmach Teatru Miejskiego spłonął w styczniu 1945). 
Teatr bydgoski rozpoczął sezon komedią „Zemsta” Aleksandra Fredry. Do września 1945 r. przedstawił 9 premier, 20 koncertów i 203 przedstawień, które obejrzało 67 tys. osób. 9 marca 1945 z jego inicjatywy powołano w Bydgoszczy Szkołę Dramatyczną, której został pierwszym dyrektorem; prowadził w niej wykłady i zajęcia praktyczne do połowy 1947 r. W październiku 1945 powołano go na stanowisko dyrektora połączonych Teatru Polskiego w Bydgoszczy i Teatru Ziemi Pomorskiej w Toruniu, jednak po kilku tygodniach zrezygnował ze stanowiska dyrektora teatru toruńskiego. Pozostał dyrektorem Teatru Polskiego w Bydgoszczy, którym kierował do 1947 r. W kwietniu 1946 przy ul. Grodzkiej 14 utworzył filię Teatru Polskiego pod nazwą Teatr Powszechny Towarzystwa Uniwersytetów Robotniczych, w którym odbywały się przedstawienia do czasu oddania do użytku nowego budynku teatru w miejscu „Elysium”. 
Jego działalność jako reżysera i dyrektora była wysoko oceniana przez krytyków teatralnych. Do największych osiągnięć teatru bydgoskiego pod jego dyrekcją należało przedstawienie „Candidy” G. B. Shawa (październik 1946), a także „Żeglarz” Jerzego Szaniawskiego (grudzień 1946). W jego reżyserii ukazało się na bydgoskiej scenie 13 sztuk, między innymi: „Mazepa” J. Słowackiego, „Śluby panieńskie” A. Fredry, „Moralność pani Dulskiej” G. Zapolskiej. 
W lipcu 1947 został mianowany dyrektorem Teatru Powszechnego w Krakowie. Do Bydgoszczy powrócił w 1949 obejmując stanowisko dyrektora i kierownika artystycznego Państwowych Teatrów Ziemi Pomorskiej w Bydgoszczy. Z połączonych teatrów Bydgoszczy i Torunia utworzył jeden zespół aktorski. Aktorzy grali na obu scenach, podróżując między Bydgoszczą i Toruniem. Do repertuaru TZP wprowadzał w szerszym zakresie polskie sztuki o tematyce współczesnej oraz sięgał do sztuk radzieckich. Od października 1949 działał już w nowo wybudowanym gmachu teatru bydgoskiego przy al. Mickiewicza. Stanowisko dyrektora Państwowych Teatrów Ziemi Pomorskiej w Bydgoszczy sprawował do września 1951 r. 
W latach 1953–1955 reżyserował i grał w Teatrze Dramatycznym im. C. K. Norwida w Jeleniej Górze, w latach 1955–1956 w Teatrze im. S. Jaracza w Olsztynie, a w sezonie 1956/1957 w Teatrze Wybrzeże w Gdańsku. W czerwcu 1957 r. został dyrektorem i kierownikiem artystycznym Państwowych Teatrów Dramatycznych w Szczecinie i stanowiska te pełnił do 1963 r. W repertuarze sięgał do dramaturgii zachodniej oraz nawiązał współpracę z Teatrem Ludowym w Rostocku. W 1958 poparł inicjatywę zorganizowania w szczecińskim Klubie „13 Muz” Teatru Propozycji. Po przejściu na emeryturę w 1963 współpracował z Teatrem Polskim w Szczecinie, gdzie w latach 1963–1967 reżyserował kilka sztuk. W latach 1968–1973 współpracował również ze szczecińskim Teatrem Muzycznym jako konsultant repertuarowy.
Zmarł 25 kwietnia 1981 w Szczecinie. Pochowany został na cmentarzu Centralnym w Szczecinie (kwatera 44-2-3). Był żonaty z Jadwigą Romą z Okońskich.

## Ordery i odznaczenia
- Krzyż Kawalerski Orderu Odrodzenia Polski (1958)
- Złoty Krzyż Zasługi (dwukrotnie, po raz I 11 listopada 1934[2])
- Srebrny Wawrzyn Akademicki (7 listopada 1936)[3]
- Odznaka Honorowa Gryfa Pomorskiego (1960)